# Kliper
A Kliper az orosz RKK Enyergija vállalat többször felhasználható űrhajója, amely a tervek szerint a Szojuz űrhajót váltaná fel.
A Kliper arra alkalmas, hogy utánpótlást szállítson a Föld körül keringő űrállomásokra, de autonóm repülést is végezhet alacsony pályán. Hat űrhajóst képes befogadni. Indításra Onega vagy Angara hordozórakétát fognak használni, amelyet a most használt Szojuz rakétából fejlesztenek ki.

## Adatok
| Felszállótömeg                             | 13-14,5 t                            |

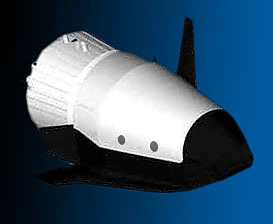
Grafika a Kliperről

| Személyzet + utasok                        | 2+4 felszállásnál / 2+5 leszállásnál |
| Hosszúság                                  | 10 m                                 |
| Legnagyobb átmérő                          | 3,9 m                                |
| Szárnyfesztáv                              | 8 m                                  |
| Utastér                                    | 20 m³                                |
| Visszatérő tömeg                           | 7,1–9,8 t                            |
| Hasznos teher induláskor                   | 500 kg                               |
| Hasznos teher érkezéskor                   | 300 kg                               |
| Önálló repülési idő (6 személy esetén)     | 5 nap                                |
| Repülési idő orbitális egységhez kapcsolva | 1 év                                 |
| Leszálláskor fellépő maximális terhelés    | 2,5 G                                |
| Leszállási pontosság                       | 3–15 km                              |
| Indítórakéta                               | Onega, Zenit-2, Angara 3A            |

## Külső hivatkozások

### Magyar oldalak
- Az Enyergija cég önerőből legyártja a Klipert (2006. október 20.)
- Az ESA nem támogatja a Klipert (2006. szeptember 5.)
- Európa komolyan érdeklődik a Kliper iránt (2005. augusztus 29.)
- Új orosz űrhajó épül (2005. július 24.)
- Új orosz űrhajó-terv (2004. május 24.)
- Új űrhajón dolgoznak az orosz tervezők (2004. március 21.)

### Külföldi oldalak
- Kliper a Russian Space Web oldalon
- Kliper az Astronautix oldalon
- Kliper a www.buran.ru oldalon (oroszul) (Lásd még buran.ru oldalon a szerzői megjegyzéseket a Новости Космонавтики fórumon: 1, 2).
- Kliper a MAKS-2005 Air Show-n Archiválva 2005. november 3-i dátummal a Wayback Machine-ben (2005. augusztus)
- Kliper fotógaléria (2005. május). Lásd még Новости Космонавтики fórumot (2004. november 30.) (oroszul).
- Az ESA folyamatos együttműködése Oroszországgal az űrben és Putyin elkötelezettsége a Kliper program mellett – 2004
- Európai kooperációs tervek az új orosz űrtervekkel (2005. július 1.)